# Lyell
Il monte Lyell (3.504 m s.l.m.) è una montagna  localizzata lungo il Continental Divide nel Banff National Park  tra le province canadesi dell'Alberta e della Columbia Britannica.
Ha un'altezza di 3.504 metri sul livello del mare. La montagna fu così battezzata nel 1858 da James Hector in onore del geologo scozzese Charles Lyell.